# Finnlines
Finnlines Plc ( фін. Finnlines Oyj  )  —  судноплавний оператор вантажних та  пасажирських послуг у Балтійському та Північному морях. Компанія входить до групи Grimaldi. Морські перевезення Finnlines зосереджені в Балтійському та Північному морях. Пасажирсько-вантажні судна Finnlines пропонують послуги з Фінляндії до Німеччини та через Аландські острови до Швеції, а також від Швеції до Німеччини. Компанія має дочірні компанії або офіси продажів у Німеччині, Бельгії, Великій Британії, Швеції, Данії та Польщі. Окрім морських перевезень, компанія надає портові послуги у Фінляндії в Гельсінкі. 
Послуги ро-ро Finnlines охоплюють фінські порти Раума, Уусікаупункі, Турку, Гельсінкі та Котка, пропонуючи сполучення з російськими, естонськими, польськими, німецькими, датськими, британськими, голландськими, бельгійськими та іспанськими портами.
HansaLink складається з трьох суден ro-pax класу, які курсують між Гельсінкі та Травемюнде. Для пасажирів це єдиний прямий морський зв’язок між Фінляндією та континентальною Європою.
NordöLink забезпечує послугу ro-pax між Мальме, Швеція, та Травемюнде, Німеччина. FinnLink здійснює діяльність між Наанталі (Фінляндія) та Капельскяр (Швеція). TransRussiaExpress (TRE) здійснює регулярні прямі рейси між Німеччиною та Росією (Любек —  Санкт-Петербург).

## Історія

### 1947–1977
Finnlines була заснована в 1947 році як дочірня компанія Merivienti Oy, заснована на початку того ж року компаніями Enso-Gutzeit та Kansaneläkelaitos для управління лінійною службою Merivienti з Фінляндії до США. 
Merivienti Oy ( англ. Sea Export Ltd.   ) була заснована 18 квітня 1947 року фінським гігантом лісової промисловості Enso-Gutzeit та Kansaneläkelaitos (фінське соціальне страхування) — як повністю або частково державними компаніями - для забезпечення транспортування продукції лісової промисловості з Фінляндії до країн Західного блоку .  Згідно з Паризьким мирним договором 1947 року з Радянським Союзом, Фінляндія повинна була виплатити Радянському Союзу військових репарацій на суму 300 мільйонів доларів США, переважно промисловими товарами. Оскільки лише 30% фінського торгового флоту пережили війну, а 2/3 вцілілих кораблів використовувались союзними силами або за примусовим статутом до Радянського Союзу, був необхідний новий тоннаж. 
У травні та червні 1947 року компанія Merivienti придбала три  пароплави  для транспортування до Європи. У тому ж році, Merivienti вирішив почати лайнер рух з Фінляндії на східне узбережжя Сполучених Штатів. Трафік Finnlines до Сполучених Штатів розпочався в 1948 р. Незабаром виявилося, що використані кораблі занадто малі, і протягом 1950-х років сім нових вантажників були доставлені різним власникам для експлуатації Finnlines. У цей час компанія почала використовувати назви з префіксом "Finn", що стало характерним для їхнього флоту. Лінія до Великої Британії була відкрита в 1955 році.  

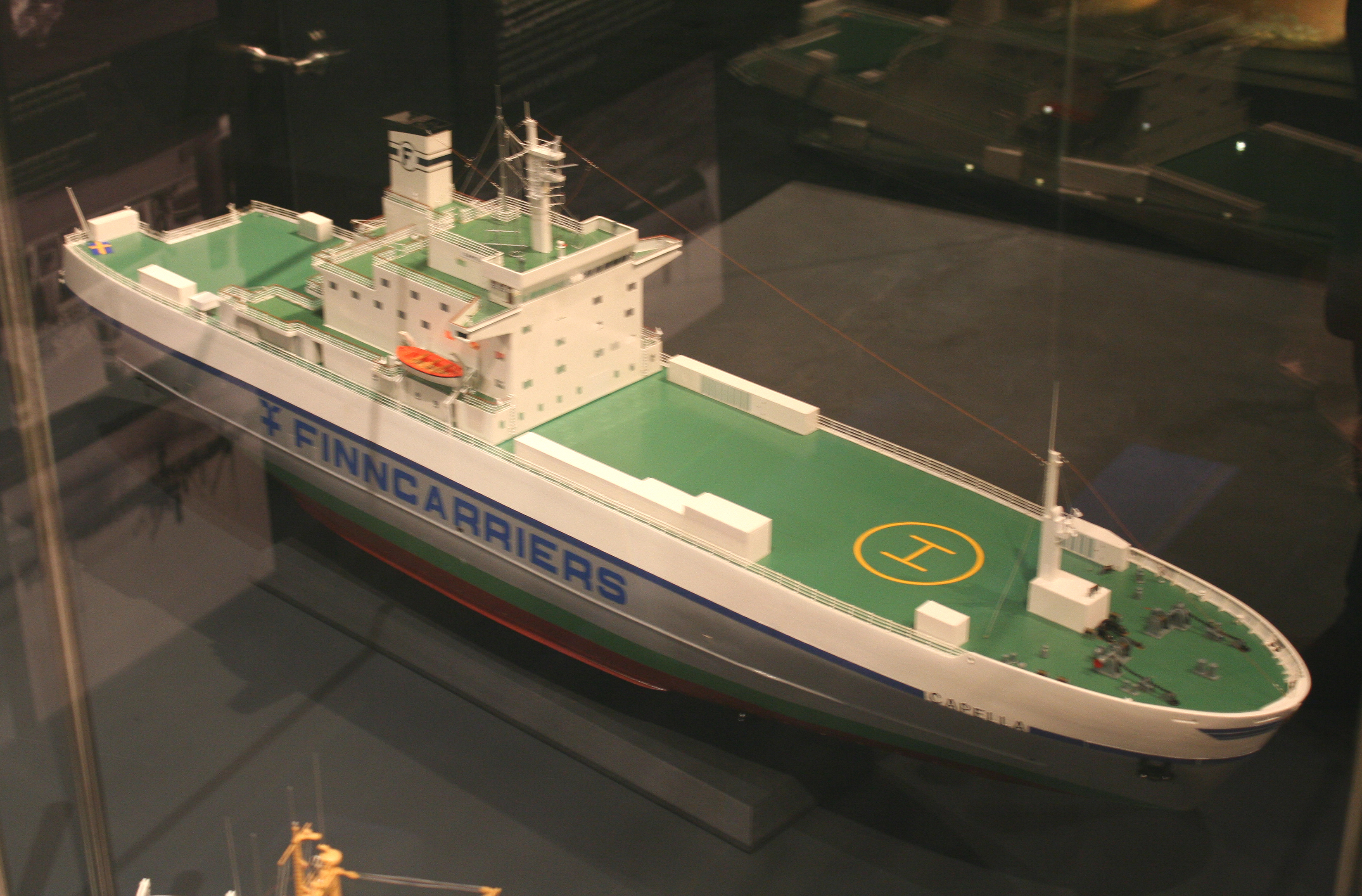
Модель "MS Capella av Стокгольм " від Finncarriers, побудована в 1972 році як MS Hans Gutzeit. Модель зберігає оригінальні кольори Finnlines, при цьому текст Finnlines на корпусі замінений текстом Finncarriers.

### 1977–1987
Новий, великий, швидкий пором був доставлений до Finnlines у травні 1977 р.  замінивши обидва старі пороми на маршруті. Завдяки своїй 31-вузловій максимальній швидкості Finnjet змогла перетнути Балтію всього за 22 години, і її помешкання перевершували умови на будь-якому поромі дня. Після доставки Finnjet, Finlandia був перероблений на круїзне судно, ставши першим (і на сьогодні останнім) круїзним судном Finnlines. Служба Finnstar ' була перервана через страйки фінських морських  працівників 1980, в результаті чого вона припинила обслуговування і була закладена в Барселоні . У травні 1981 року вона була продана компанії Loke Shipping Co.

### 1987–2002

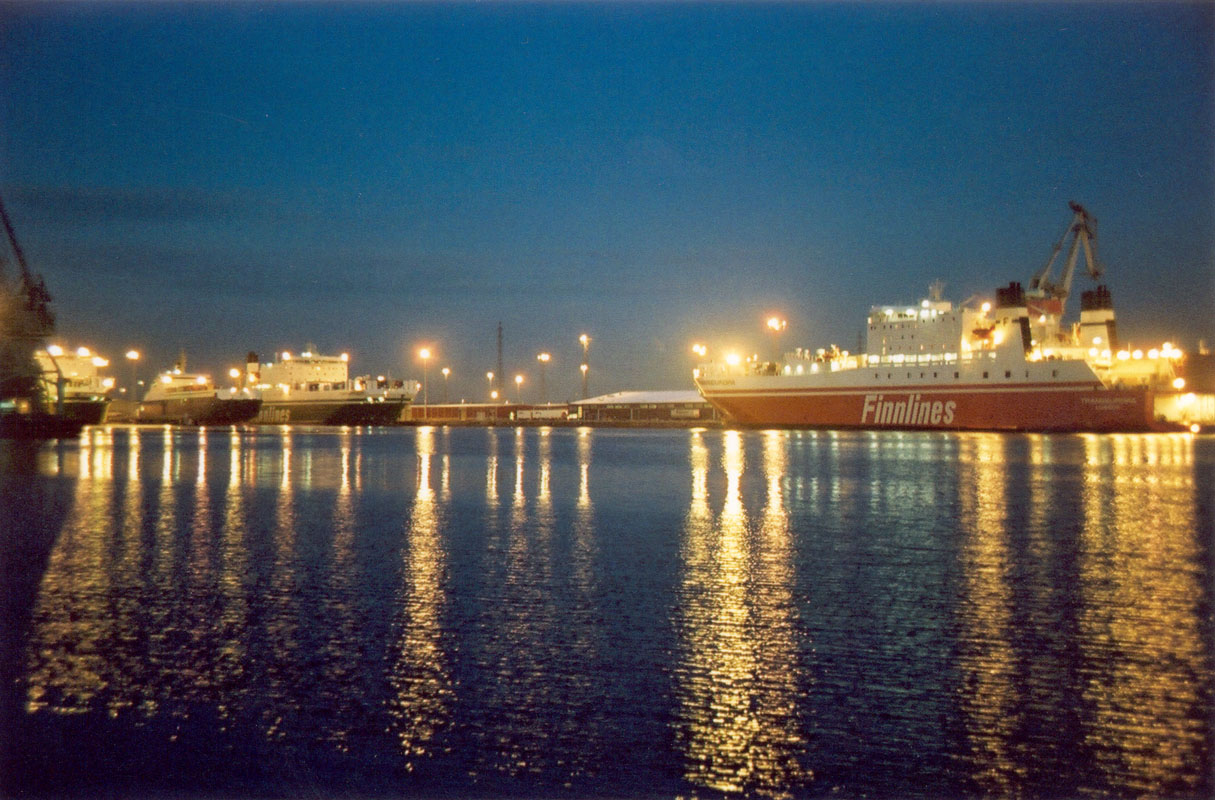
Finnlines кораблі у Гельсінкі наприкінці 2004 року

Повний перелом в операціях Effoa відбувся в 1989 році, коли компанія вирішила відокремити свої вантажоперевезення від своїх пасажирських операцій. Приблизно в той же час Finnlines розпочав співпрацю з німецькою судноплавною компанією Poseidon Schiffahrt AG у галузі руху Гельсінкі – Травемюнде, яка продавалася під назвою Finncarriers-Poseidon. Протягом 1994 та 1995 років для перевезень Фінн-Керієр-Посейдон було доставлено чотири нових судна комбі-роро (відомі як клас Hansa ), здатні перевезти 114 пасажирів поряд із вантажопідйомністю.

### 2002 – сьогодення

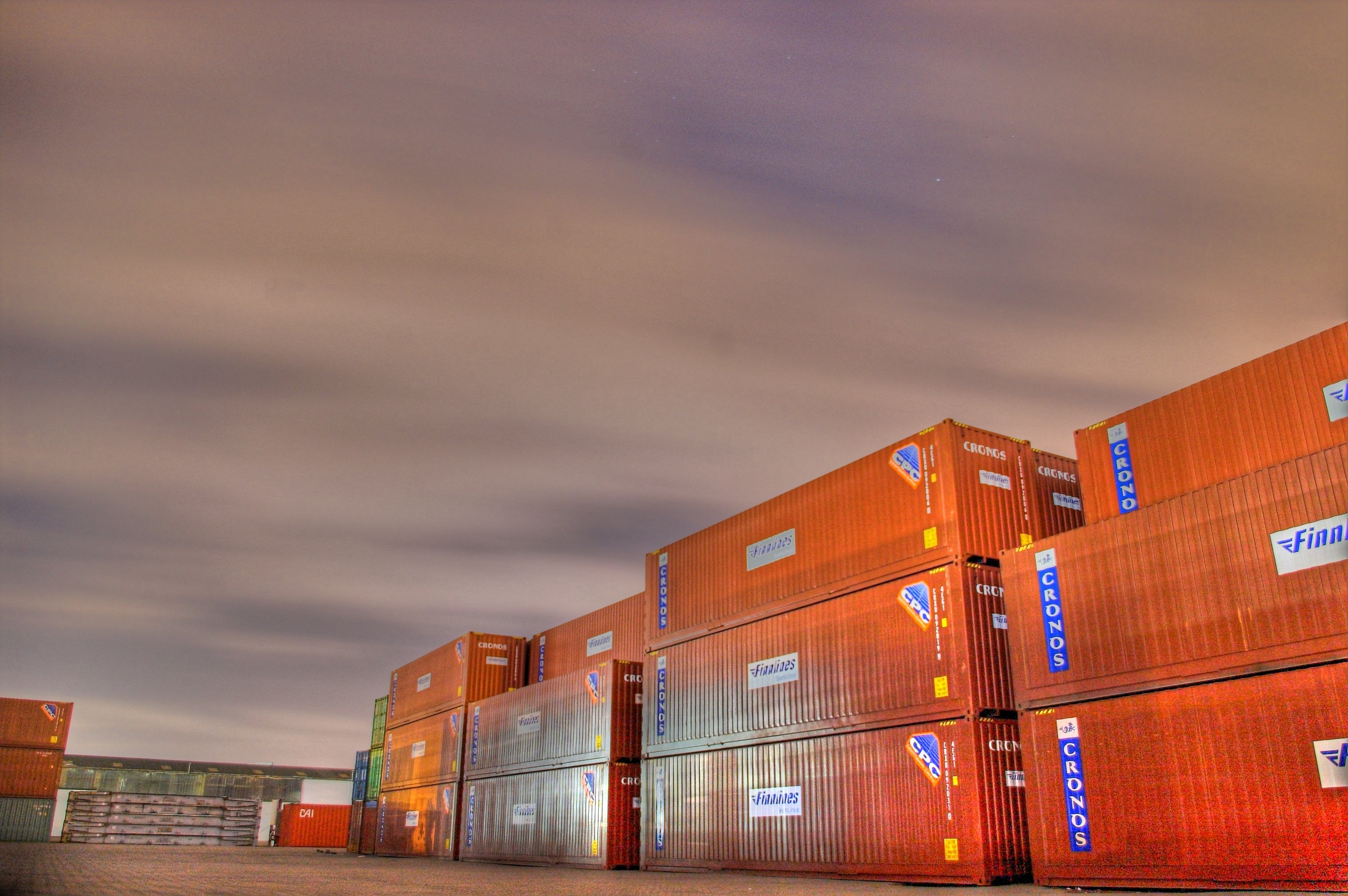
Контейнери Finnlines / Cronos в Німеччині.

У 2004 році Finnlines вирішив ще більше спростити безліч імен, під якими він експлуатував кораблі, об'єднавши Finnlink і Nordö-Link у материнську компанію.  У серпні 2007 року повідомлялося, що Finnlines замовив шість нових льодових роро-суден із суднобудівного заводу Jinling у Китаї, заплановані дати поставки в 2010 році для перших двох суден та 2011 для решти чотирьох.   У січні 2007 року італійська група Grimaldi стала найбільшим власником Finnlines і висловила зацікавленість у придбанні всієї компанії. Однак пропозиція державного тендеру, зроблена іншим власникам у листопаді 2006 року, призвела до того, що Grimaldi отримав лише 85 029 запасів, або 0,18% від загальної кількості.  25 серпня 2016 року група Grimaldi завершила придбання Finnlines, отримавши контроль над 100 відсотками компанії.

## Послуги

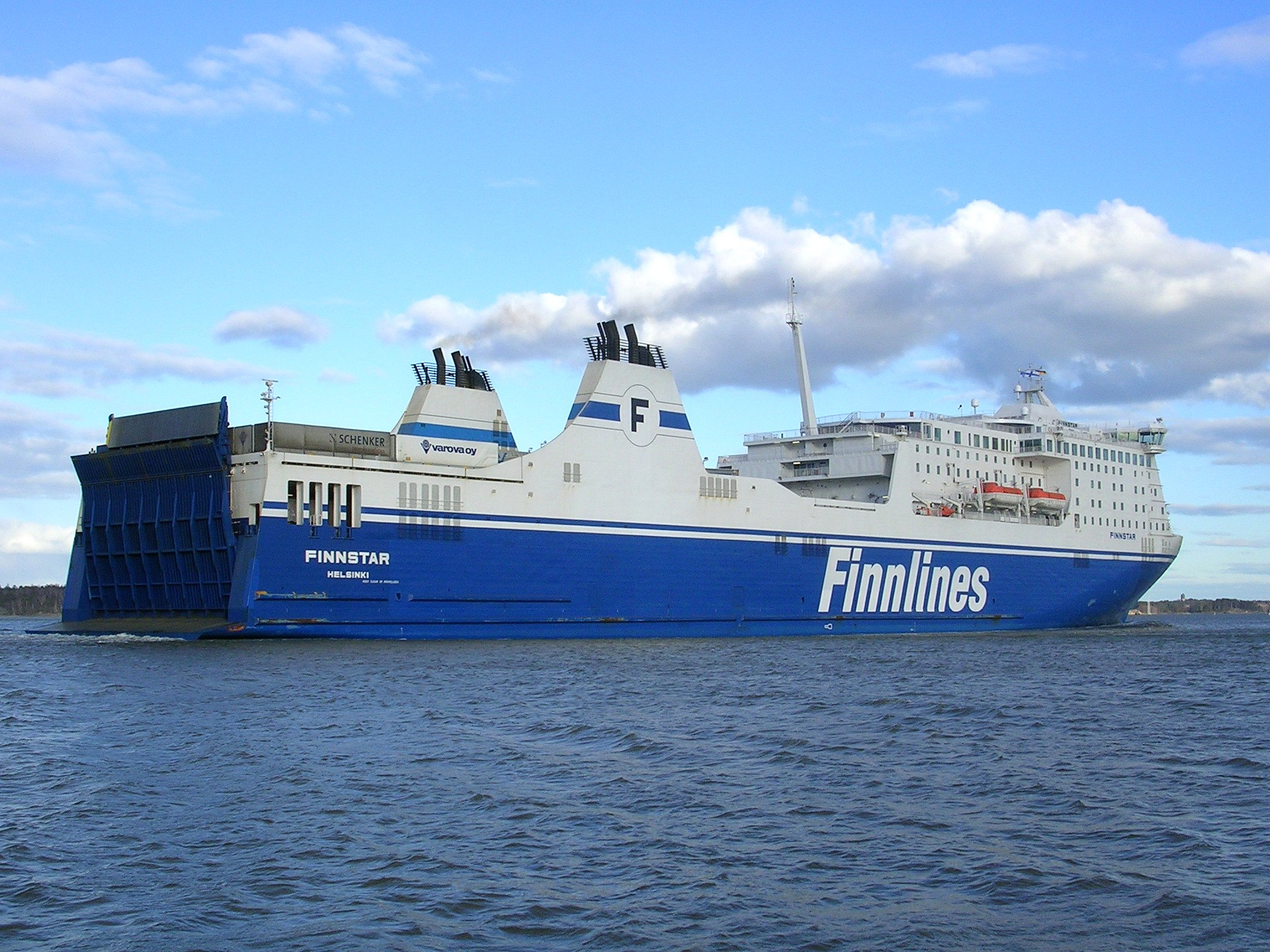
MS Finnstar, один із поромів зоряного класу в Гельсінкі — послуга Travemünde.

Вантажні судна "роро" Finnlines обслуговують Фінляндію, Росію, Швецію, Польщу, Німеччину, Данію, Нідерланди, Бельгію, Велику Британію та Іспанію. Finnlines також підтримує вантажні / пасажирські перевезення на маршрутах Гельсінкі — Травемюнде, Наанталі - Капельскяр та Мальме – Травемюнде.

### Вантажні / пасажирські послуги
Finnlines здійснює перегони між Гельсінкі та Травемюнде на трьох поромах.

### Вантажні перевезення

#### Гельсінкі – Гдиня
Finnlines здійснює рейси між Гельсінкі та Гдинею з трьома / чотирма вильотами на тиждень.

#### Гельсінкі – Орхус
Finnlines робить рейси між Гельсінкі та Орхусом з двома вильотами на тиждень.